# 꼬마 드라큘라 (1990년 비디오 게임)
《꼬마 드라큘라》는 코나미가 제작한 1990년 플랫폼 게임이다. 패밀리 컴퓨터용으로 제작됐으며, 《캐슬바니아》 시리즈의 패러디 게임이다. 1990년 10월 19일 최초 출시 당시 일본 지역에서만 발매됐으며 《악마성 스페셜: 나는 드라큘라 군》이라는 제목으로 출시됐다.
2006년에 일본 휴대 전화용으로 이식판이 발매됐다. 2019년 5월 16일에 플레이스테이션 4, 엑스박스 원, 닌텐도 스위치 및 마이크로소프트 윈도우로 발매된 합본 《캐슬바니아 애니버서리 컬렉션》에 최초로 영어 현지화판이 수록됐다.

## 반응
패미통 잡지에서 패미컴 버전에 40점 만점에 25점을 매겼다.

## 참조

### 내용주
1. ↑  영어: Kid Dracula
2. ↑  일본어: 悪魔城すぺしゃる ぼくドラキュラくん